# Escolives-Sainte-Camille
Escolives-Sainte-Camille là một xã của Pháp,tọa lạc ở tỉnh Yonne trong vùng Bourgogne.
Người dân ở đây trong tiếng Pháp gọi là Escolivois ou les Escoliviens.

## Thông tin nhân khẩu
| Năm | 1962 | 1968 | 1975 | 1982 | 1990 | 1999 | 2007 |
| --- | ---- | ---- | ---- | ---- | ---- | ---- | ---- |
| Dân số | 320  | 344  | 368  | 423  | 508  | 679  | 800  |
| From the year 1962 on: No double counting—residents of multiple communes (e.g. students and military personnel) are counted only once. |      |      |      |      |      |      |      |